# Kim Christofte
Kim Christofte est un footballeur danois né le 24 août 1960 à Copenhague.

## Biographie

### En club
- 1979-1981 : Brøndby IF  Danemark
- 1981-1984 : KSC Lokeren  Belgique
- 1984-1985 : Brøndby IF  Danemark
- 1985-1985 : Málaga CF  Espagne
- 1985-1987 : FC Wettingen  Suisse
- 1987-1988 : OB Odense  Danemark
- 1988-1992 : Brøndby IF  Danemark
- 1992-1994 : FC Cologne  Allemagne
- 1994-1994 : Lierse SK  Belgique

### En sélection
C'est lui qui inscrit le tir au but vainqueur lors de la demi-finale de l'Euro 1992 contre les Pays-Bas.
- 19 sélections et 1 but avec l'équipe du Danemark entre 1984 et 1992.